# Gunnar Hägg

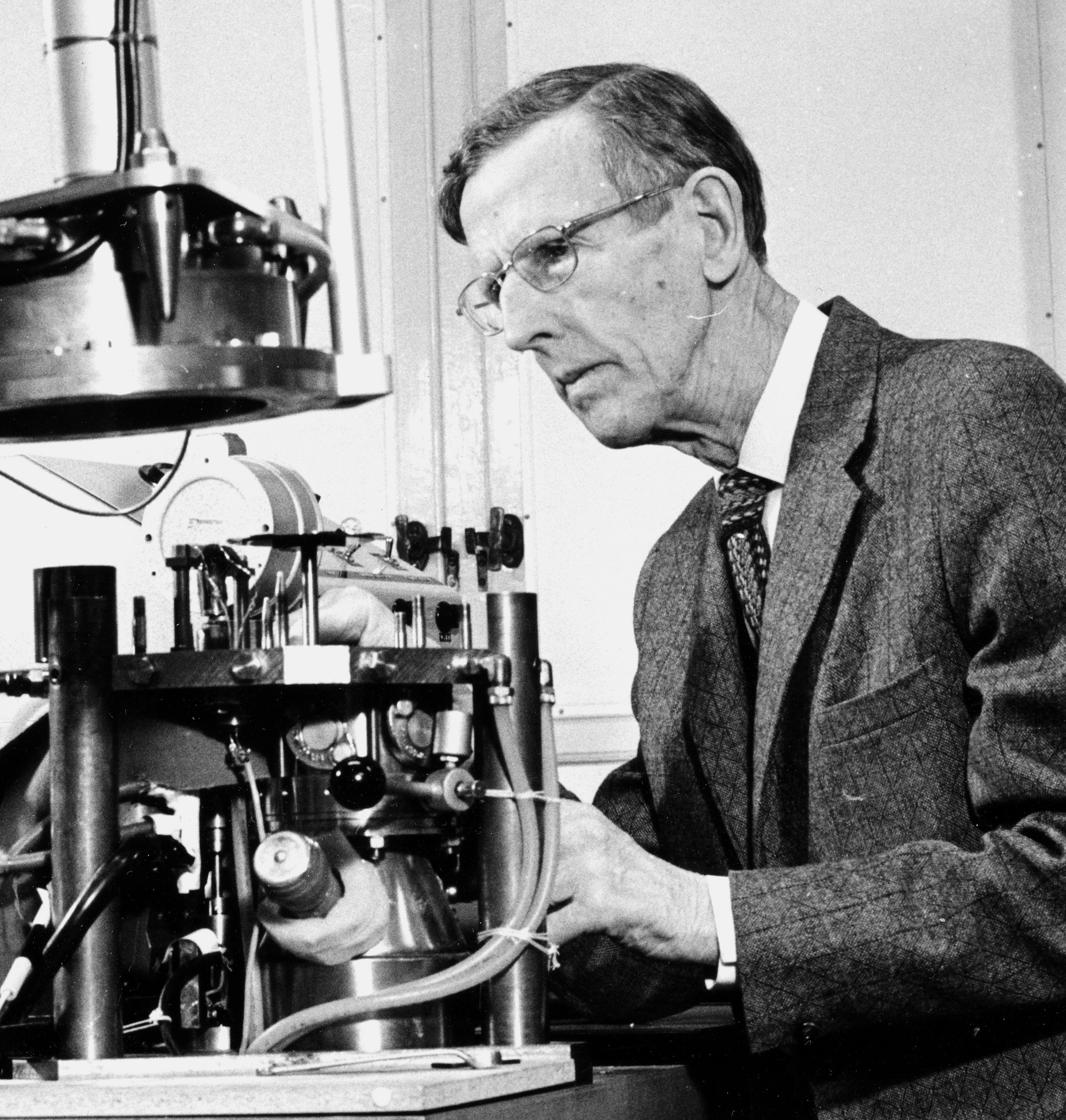
Gunnar Hägg, Fotograf Rune Nordlund

Gunnar Hägg (* 14. Dezember 1903 in Stockholm; † 28. Mai 1986) war ein schwedischer Chemiker.

## Leben
Hägg studierte ab 1922 Chemie an der Universität Stockholm, war 1926 Ramsay-Fellow an der Universität London und wurde 1929 in Stockholm bei Arne Westgren mit der Arbeit X-ray studies on the binary systems of iron with nitrogen, phosphorus, arsenic, antimony and bismuth promoviert. Danach war er Privatdozent an der Universität Stockholm und 1930 an der Universität Jena. 1937 wurde er Professor für anorganische und allgemeine Chemie an der Universität Uppsala. 1969 wurde er emeritiert.
Er befasste sich mit Nitriden, Boriden, Carbiden und Hydriden von Übergangsmetallen und bestimmte deren Kristallstruktur mit Röntgenbeugung. Dafür entwickelte er auch Röntgenkameras und Rechenmaschinen. Seine Untersuchungen über Phasen und Phasenumwandlung bei Stahl hatten praktische Anwendungen.
In Schweden ist er für seine Universitätslehrbücher für Chemie bekannt. Von 1965 bis 1976 war er im Nobelkomitee für Chemie (und 1976 Vorsitzender).
Er war Mitglied der Königlichen Gesellschaft der Wissenschaften in Uppsala (1940), der Königlich Schwedischen Akademie der Wissenschaften (1942), der Königlich Physiographischen Gesellschaft in Lund (1943), der Königlich Niederländischen Akademie der Wissenschaften (1950) und der Ingenieursakademie, deren Große Goldmedaille er 1969 erhielt. 1960 wurde er zudem Mitglied der Leopoldina. Ein Saal im Ångström-Labor der Universität Uppsala ist nach ihm benannt. 1968 erhielt er die Oscar Carlson-Medaille und 1997 die Gunnar Starck-Medaille der Schwedischen Chemischen Gesellschaft.

## Schriften
- Die theoretischen Grundlagen der analytischen Chemie. 1950, 2. Auflage, Birkhäuser 1962.
- Kemisk reaktionslära (Chemische Reaktionen). 1940, 10. Auflage 1977.
- Allmän och oorganisk kemi (Allgemeine und Anorganische Chemie). 1963, 9. Auflage 1989 bearbeitet von Nils-Gösta Vannerberg.
  - Englische Übersetzung: General and Inorganic Chemistry. Wiley 1969.